# إيرهوليني
إيرهوليني (باللغة اللوية: Urhilina) أو إيروليني كان ملك حماة. قاد تحالف ضد الأشوريين بقيادة شلمنصر الثالث, بجانب  حدادزير ملك دمشق. في عام 853 ق م  نجح هذا التحالف بالانتصار على الأشوريين في معركة قرقور, ووقف تقدمهم نحو الغرب لمدة عامين. لاحقاً حافظ إيرهوليني على علاقات جيدة مع الأشوريين. كان ابنه في لويان، أوراتامي.
يظهر اسمه أيضا في تسجيلات على العروض النذرية وجدت في نمرود.

## ببليوجرافيا
- Hawkins, RLA IV, 67-70.
- Hawkins, CAH III.1, 393-396.
- Klengel, Syria. 3000 to 300 BC, Berlin 1992, 213